# Ухтостровское сельское поселение
Ухтостровское сельское поселение — упразднённое муниципальное образование со статусом сельского поселения в Холмогорском районе Архангельской области (Россия). Административный центр в деревне Горка-Кузнечевская.

## География
Находится на севере Холмогорского района. Граничит с районами Архангельской области — Приморским и Пинежским; с сельскими поселениями Холмогорского района — Луковецким и Холмогорским. На севере включает в себя правый берег Северной Двины и её острова Верхнее Ловцово, Нарека, Ухтостров, Вашкаранда.

## История
Образовано в 2006 году. Прежнее название — Ухтостровский сельсовет.
В XVII веке ухтостровские селения входили в состав Ухтостровской волости Двинского уезда. Ухтостровская волость состояла из двух кустов поселений: Богоявленского и Троицкого (северного).

## Население
| 2010 | 2011 | 2012 | 2013 | 2014 | 2015 |
| ---- | ---- | ---- | ---- | ---- | ---- |
| 641  | ↘640 | ↘620 | ↘601 | ↘573 | ↘533 |
| 2016 | 2017 | 2018 | 2019 | 2020 | 2021 |
| ↗535 | ↘532 | ↘497 | ↘472 | ↘460 | ↘386 |

## Состав сельского поселения
| №  | Населённый пункт    | Тип населённого пункта          | Население |
| -- | ------------------- | ------------------------------- | --------- |
| 1  | Александровская 1-я | деревня                         | ↗24       |
| 2  | Александровская 3-я | деревня                         | ↗21       |
| 3  | Андриановская       | деревня                         | ↗58       |
| 4  | Богоявленская Горка | деревня                         | ↘7        |
| 5  | Большая Вашкаранда  | деревня                         | →15       |
| 6  | Большой Наволок     | деревня                         | →6        |
| 7  | Бор                 | деревня                         | ↗8        |
| 8  | Вождорма            | деревня                         | ↘2        |
| 9  | Волково             | деревня                         | ↘2        |
| 10 | Гольцово            | деревня                         | →0        |
| 11 | Горка-Кузнечевская  | деревня, административный центр | ↗117      |
| 12 | Елисеевская         | деревня                         | ↗38       |
| 13 | Кашино              | деревня                         | ↘16       |
| 14 | Кобылинская         | деревня                         | →0        |
| 15 | Кузьминская         | деревня                         | →4        |
| 16 | Малая Вашкаранда    | деревня                         | →0        |
| 17 | Малый Наволок       | деревня                         | →3        |
| 18 | Матёра              | хутор                           | ↗13       |
| 19 | Митрофановщина      | деревня                         | ↗1        |
| 20 | Нестерово           | деревня                         | ↗2        |
| 21 | Рембуево            | деревня                         | ↗354      |
| 22 | Романовская         | деревня                         | ↗2        |
| 23 | Шеинская            | деревня                         | ↘9        |